# Microdebilissa diversipes
Microdebilissa diversipes là một loài bọ cánh cứng trong họ Cerambycidae.